# Prix Fondation ARC Léopold-Griffuel
Le prix Léopold-Griffuel est créé en 1970 par l'Association pour la recherche sur le cancer, puis est devenu prix Fondation ARC Léopold-Griffuel en 2012 avec la Fondation ARC pour la recherche sur le cancer.
Ce prix récompense, conformément aux dispositions testamentaires de l'épouse de Léopold Griffuel, une ou des découvertes considérées comme majeures en cancérologie. Il est décerné chaque année dans deux catégories : un prix de recherche fondamentale et un prix de recherche translationnelle et clinique pour un montant de 300 000 euros au total.
| Rang                                         | Nom du lauréat            | Fonction/Institution                                                                                                  | Pays               | Travaux |
| -------------------------------------------- | ------------------------- | --- | ------------------ | --- |
| 53e (recherche translationnelle et clinique) | Éric VIVIER               | Centre d’Immunologie Marseille-Luminy Marseille                                                                       | France             | Travaux sur le fonctionnement des cellules Natural Killers, cellules clés de l’immunité innée. Le développement de nouvelles générations d’immunothérapies pour améliorer la prise en charge des patients.                                                      |
| 53e (recherche fondamentale)                 | Yang SHI                  | Ludwig Cancer Research Oxford                                                                                         | Royaume-Uni        | Travaux sur l’épigénétique en démontrant, pour la première fois, que les modifications épigénétiques sont réversibles et régulées de manière dynamique. |
| 53e (recherche fondamentale)                 | Giacomo CAVALLI           | Institut de Génétique Humaine Montpellier                                                                             | France             | Travaux sur "l’héritage épigénétique transgénérationnel", à savoir la transmission de nouveaux phénotypes sans modification de l’ADN. |
| 52e (recherche translationnelle et clinique) | Miriam Merad              | Icahn School of Medecine at Mount Sinai                                                                               | France             | Travaux sur des cellules immunitaires "macrophages résidant dans les tissus qui induisent un caractère invasif à une tumeur. |
| 52e (recherche fondamentale)                 | Pr Cédric Blanpain        | Université Libre de Bruxelles                                                                                         | Belgique           | Travaux sur l'origine et la fonction des cellules souches en lien avec le cancer, hétérogénéité tumorale. |
| 51e (recherche translationnelle et clinique) | Pr Carlos Caldas          | Cancer Research UK Cambridge Institute                                                                                | Royaume-Uni        | Travaux sur la génomique, l’ADN tumoral circulant et l’imagerie moléculaire des tissus de façon à avoir un impact majeur sur la compréhension et la prise en charge des cancers du sein                                                                         |
| 51e (recherche fondamentale)                 | Pr Sarah-Maria Fendt      | Vlaams Instituut voor Biotechnologie                                                                                  | Belgique           | Travaux développant une approche innovante, considérant la formation des métastases cancéreuses comme une maladie métabolique, ayant permis d'identifier un biomarqueur potentiel prédictif de la formation de métastases dans le cancer du sein triple-négatif |
| 50e (recherche translationnelle et clinique) | Dr Pasi Jänne             | Dana-Farber Cancer Institute                                                                                          | États-Unis         | Travaux ayant contribué à la découverte de mutations génétiques dans les cellules de certains cancers du poumon |
| 50e (recherche fondamentale)                 | Pr Timothy Ley            | Washington University School of Medicine                                                                              | États-Unis         | Travaux pionniers de la génétique du cancer, sur le séquençage du génome des cellules malades de patients atteint de leucémie |
| 49e (recherche translationnelle et clinique) | Pr Hiroyuki Mano          | Institut national de recherche sur le cancer de Tokyo                                                                 | Japon              | Travaux portant sur l’identification d’une nouvelle forme de cancer pulmonaire et contribuant à la mise au point d’un traitement efficace |
| 49e (recherche fondamentale)                 | Pr Michael Taylor         | The Hospital for Sick Children                                                                                        | Canada             | Travaux majeurs sur la génétique et l’épigénétique du médulloblastome de l’épendymome, deux tumeurs malignes du cerveau très répandues chez les enfants |
| 49e (recherche fondamentale)                 | Pr Stefan Pfister         | Hopp Children´s Cancer Center Heidelberg (KiTZ)                                                                       | Allemagne          | Travaux ayant largement contribué à la compréhension de la biologie des tumeurs cérébrales pédiatriques |
| 48e (recherche translationnelle et clinique) | Pr Michel Sadelain        | Memorial Sloan-Kettering Cancer Center                                                                                | États-Unis         | Travaux ayant abouti au développement d’une nouvelle stratégie cellulaire anti-tumorale utilisant des cellules vivantes, les CAR T-Cells, comme vecteur thérapeutique                                                                                           |
| 48e (recherche fondamentale)                 | Pr Manuel Serrano         | Institute for Research in Biomedicine Barcelona                                                                       | Espagne            | Travaux ayant eu une contribution majeure dans le domaine des mécanismes de l’oncogenèse tout particulièrement l’étude des gènes suppresseurs de tumeur, du vieillissement cellulaire et de la senescence                                                       |
| 47e (recherche translationnelle et clinique) | Pr Stephen Philip Jackson | Gurdon Institute | Royaume-Uni        | Travaux majeurs sur les mécanismes de réparation des lésions de l’ADN |
| 47e (recherche fondamentale)                 | Pr Laurence Zitvogel      | Gustave Roussy | France             | Travaux majeurs ayant révélé toute l’importance du système immunitaire dans les traitements anti-tumoraux |
| 46e (recherche fondamentale)                 | Pr Peter Carmeliet        | Université de Louvain                                                                                                 | Belgique           | Travaux portant sur les bases moléculaires de l’angiogenèse physiologique et pathologique |
| 46e (recherche translationnelle et clinique) | Pr Martine Piccart        | Institut Jules Bordet - Bruxelles                                                                                     | Belgique           | Travaux ayant permis de changer la prise en charge des cancers du sein, améliorant le traitement de nombreuses patientes |
| 46e (recherche translationnelle et clinique) | Pr Caroline Robert        | Gustave-Roussy - Villejuif                                                                                            | France             | Travaux d’envergure sur le mélanome cutané aussi bien d’un point de vue translationnel que clinique |
| 45e (recherche fondamentale)                 | Pr Riccardo Dalla Favera  | Université Columbia - New York                                                                                        | États-Unis         | Étude sur les mécanismes moléculaires impliqués dans la pathogénèse des cancers, en particulier les lymphomes |
| 45e (recherche translationnelle et clinique) | Pr Richard Marais         | CRUK Manchester Institute                                                                                             | Royaume-Uni        | Travaux pionniers sur la signalisation intracellulaire, en particulier sur la voie RAF, et sur les mécanismes sous-jacents dans le développement tumoral des mélanomes                                                                                          |
| 44e (recherche fondamentale)                 | Dr Olivier Delattre       | Institut Curie - Paris                                                                                                | France             | Travaux sur l’identification et la caractérisation d’altérations génétiques de tumeurs solides de l’enfant |
| 44e (recherche translationnelle et clinique) | Pr Michel Attal           | Directeur de l’Institut universitaire du cancer Toulouse-Oncopole                                                     | France             | Travaux sur le développement de nouvelles solutions thérapeutiques dans le myélome multiple |
| 43e (recherche fondamentale)                 | Pr Yosef Yarden           | Professeur à l'Institut Weizmann - Rehovot                                                                            | Israël             | Travaux sur la famille des récepteurs à activité tyrosine kinase (RTK), en particulier sur les récepteurs de la famille ERB impliqués dans les cancers du sein, du poumon et les glioblastomes                                                                  |
| 43e (recherche translationnelle et clinique) | Pr Brunangelo Falini      | Directeur de l’Institut d’hématologie de l’université de Pérouse                                                      | Italie             | Identification d’altérations génétiques ayant modifié le diagnostic, le pronostic et la prise en charge clinique des patients atteints de leucémies aiguës myéloblastiques                                                                                      |
| 42e                                          | Pr Jiri Lukas             | Directeur du Novo Nordisk Foundation Center for Protein Research - Copenhague                                         | République tchèque | Mécanismes de régulation du cycle cellulaire et de réparation des dommages à l'ADN |
| 41e                                          | Pr Guido Kroemer          | Directeur de recherche Inserm à l’Institut Gustave-Roussy                                                             | France             | Mécanismes moléculaires de l'apoptose et développement de stratégies thérapeutiques anti-tumorales |
| 40e                                          | Pr Hans Clevers           | Directeur de l'institut Hubrecht - Utrecht                                                                            | Pays-Bas           | Mécanismes impliqués dans le développement normal et cancéreux de l'épithélium intestinal |
| 39e                                          | Pr Hugues de Thé          | Hôpital Saint-Louis - Paris                                                                                           | France             | Mécanismes du processus tumoral de la leucémie aiguë promyélocytaire |
| 38e                                          | Pr Anne Dejean-Assémat    | Institut Pasteur - Paris                                                                                              | France             | Mécanismes du processus tumoral de la leucémie aiguë promyélocytaire |
| 37e                                          | Pr Carlo Croce            | Université d’État de l’Ohio                                                                                           | États-Unis         | Mécanismes génétiques conduisant à la formation des tumeurs malignes |
| 36e                                          | Dr Sebastian Amigorena    | Institut Curie – Paris                                                                                                | France             | Modalités de reconnaissance d'une substance étrangère (antigène) par le système immunitaire |
| 35e                                          | Pr Alexander Varshavsky   | California Institute of Technology - Pasadena                                                                         | États-Unis         | Travaux sur l'équilibre dynamique des protéines cellulaires. |
| 34e                                          | Dr Anita Roberts          | National Cancer Institute                                                                                             | États-Unis         | Travaux sur la découverte des facteurs de croissance transformants, leurs rôles physiologiques et leurs effets sur la carcinogénèse |
| 33e                                          | Pr Kari Alitalo           | Université d'Helsinki                                                                                                 | Finlande           | Travaux sur la lymphangiogénèse - les mécanismes de prolifération des vaisseaux lymphatiques dans le cancer |
| 32e                                          | Dr Jacques Pouysségur     | Directeur de Recherche CNRS                                                                                           | France             | Travaux sur les mécanismes moléculaires qui contrôlent la prolifération, la croissance des cellules et le cycle cellulaire |
| 31e                                          | Pr Leland H. Hartwell     | Directeur Centre de Recherche sur le Cancer Fred Hutchinson - Seattle ; Prix Nobel en Médecine ou Physiologie en 2001 | États-Unis         | Travaux sur le contrôle |
| 30e                                          | Pr Thierry Boon-Falleur   | Directeur de l'Institut Ludwig pour la recherche sur le cancer                                                        | Belgique           | Travaux sur l'approche vaccinale anti-cancéreuse |
| 29e                                          | Pr Miroslav Radman        | Directeur de Recherche au CNRS Institut Jacques-Monod                                                                 | France             | Travaux sur les mécanismes moléculaires qui contrôlent la prolifération,la croissance des cellules et le cycle cellulaire de réparation de l'ADN |
| 28e                                          | Pr Gérard Orth            | Institut Pasteur | France             | Travaux sur les papillomavirus |
| 27e                                          | Pr Pierre May             | Directeur de Recherche émérite au CNRS                                                                                | France             | Travaux sur la protéine p53 |
| 26e                                          | Pr Pierre Potier          | Directeur de Recherche au CNRS - Directeur de l'Institut de Chimie des Substances Naturelles du CNRS                  | France             | Travaux sur la navelbine et le taxotère |
| 25e                                          | Pr Georges Mathé          | Professeur à la Faculté de Médecine de l'Université Paris-Sud Chef de Service à l'Hôpital Suisse de Paris             | France             | Travaux innovateurs sur les greffes de moelle osseuse. Contribution à l'immunologie par l'utilisation du BCG |
| 24e                                          | Pr Samuel Broder          | Directeur du National Cancer Institute                                                                                | États-Unis         | Travaux sur les rapports entre cancer et immunodéficience. Chimiothérapie anti-rétrovirale |
| 23e                                          | Pr Jérôme Lejeune         | Centre de Recherches - Génétique Humaine et Maladie de l'Intelligence - Institut de Progénèse - Paris                 | France             | Travaux sur les aberrations chromosomiques et leur rôle dans les processus tumoraux |
| 22e                                          | Pr Umberto Veronesi       | Institut national du cancer de Milan                                                                                  | Italie             | Travaux sur le cancer du sein |
| 21e                                          | Pr François Cuzin         | Université de Nice | France             | Travaux sur les oncogènes et la biologie moléculaire appliqués à la cancérologie |
| 20e                                          | Pr C. Everett Koop        | Surgeon General (1981-1989)                                                                                           | États-Unis         | Action dans le domaine de la prévention des cancers |
| 19e                                          | Pr Steven A. Rosenberg    | National Cancer Institute Bethesda                                                                                    | États-Unis         | Travaux sur l'immunothérapie des cancers |
| 18e                                          | Pr Pierre Chambon         | Faculté de médecine de Strasbourg                                                                                     | France             | Travaux en génétique moléculaire |
| 17e                                          | Pr M. Antony Epstein      | Université d'Oxford                                                                                                   | Grande Bretagne    | Travaux virologiques appliqués aux cancers |
| 16e                                          | Pr Jean-Bernard Le Pecq   | Institut Gustave-Roussy Villejuif                                                                                     | France             | Travaux en pharmacologie et thérapeutique |
| 15e                                          | Pr Michael Feldman        | Institut Weizmann | Israël             | Travaux sur les métastases |
| 14e                                          | Pr Robert Gallo           | National Institutes of Health - National Cancer Institute - Bethesda                                                  | États-Unis         | Identification du HTLV responsable d'une des leucémies chez l'homme |
| 13e                                          | Pr Dominique Stéhelin     | Institut Pasteur de Lille                                                                                             | France             | Mécanismes du cancer |
| 12e                                          | Pr Hamao Umezawa          | Institute of Microbial Chemistry Tokyo                                                                                | Japon              | Travaux sur la chimiothérapie anti-cancéreuse |
| 11e                                          | Pr Vincent De Vita        | National Cancer Institute Bethesda                                                                                    | États-Unis         | Mise au point d'un traitement contre la maladie de Hodgkin : traitement MOPP |
| 10e                                          | Pr Charlotte Friend       | Centre de Biologie Cellulaire Expérimentale du Mount Sinaï - Medical Center                                           | États-Unis         | Origine virale de la leucémie |
| 9e                                           | Pr Elisabeth Miller       | MC Ardle Laboratory for Cancer Research Université du Wisconsin                                                       | États-Unis         | Mécanisme de la carcinogénèse chimique. Étude d'actions enzymatiques |
| 8e                                           | Dr Raymond Latarjet       | Membre de l'Institut - Institut du radium - Paris                                                                     | France             | Travaux de radiobiologie |
| 7e                                           | Pr Ludwig Gross           | Veterans Administration Hospital - New York                                                                           | États-Unis         | Travaux sur la théorie virale des cancers |
| 6e                                           | Pr Henry Kaplan           | Université Stanford                                                                                                   | États-Unis         | Travaux de radiothérapie |
| 5e                                           | Sir Richard Doll          | Université d'Oxford                                                                                                   | Grande Bretagne    | Travaux d'épidémiologie |
| 4e                                           | Pr Georges Klein          | Institut Karolinska - Stockholm                                                                                       | Suède              | Immunologie des cancers |
| 3e                                           | Dr Howard M. Temin        | Mc Ardle Laboratory for Cancer Research of Université du Wisconsin ; Prix Nobel de Physiologie et Médecine en 1975    | États-Unis         | Travaux sur les virus oncogènes |
| 2e                                           | Dr Georges Barski         | Institut Gustave-Roussy - Villejuif                                                                                   | France             | Travaux sur l'hybridation cellulaire |
| 1er                                          | Pr Joseph Burchenal       | Memorial Sloan-Kettering Cancer Center - New York                                                                     | États-Unis         | Chimiothérapie des cancers |